# Mello Music Group
Mello Music Group (MMG) es un sello discográfico independiente estadounidense con sede en Tucson, Arizona. Fundada en 2007, Mello Music ha lanzado compilaciones y álbumes de hip hop de productores y raperos como Oddisee, Apollo Brown, Mr. Lif, Ghostface Killah, Open Mike Eagle, L'Orange, Quelle Chris, Jean Grae, Kool Keith, Nottz, Georgia Anne Muldrow, Pete Rock, y el rapero Big Pooh. En 2012, MTV Hive describió a MMG como una "dedicación al boom bap inteligente y callejero", aunque el sello también ha lanzado una serie de álbumes puramente instrumentales. En 2016, la revista Forbes calificó a Mello Music Group como el sello independiente de rap más exitoso de la década.

## Historia

### 2007-2010: Fundación y primeros lanzamientos
Una formación temprana del sello, Mello Mixtapes, fue fundada por el fanático del hip hop de Arizona, Michael Tolle, en 2004. Como DJ universitario, Tolle lanza una serie de mixtapes de hip hop, y también colecciona ávidamente vinilos.
Tolle se graduó de la Universidad de Arizona en 2006 y luego fundó una empresa educativa que atendía a profesores internacionales y maestros en año sabático. Después de trabajar con la compañía durante un año, decidió que prefería trabajar con música. Primero fundó Mello Music Group en el otoño de 2007, usando su computadora portátil y su teléfono celular para organizar el negocio desde su casa en Tucson, Arizona.
Según Tolle, "comencé haciendo una canción. Gasté cada centavo que tenía para obtener un ritmo de Kev Brown, un verso de Kenn Starr y Rob Swift en los cortes". Tolle ha citado la serie de álbumes Barely Breaking de Barely Breaking Even como una importante influencia estilística en Mello Music Group, y también estudió sellos como Blue Note, Motown, prestando también atención a Stones Throw Records y Roc- A-Fella Records. El artista de rap Dudley Perkins y el productor Oddisee también estuvieron involucrados en los primeros asuntos comerciales del sello, y más tarde se les unió el productor Apollo Brown.
El sello comenzó sacando solo unos pocos álbumes al año; uno en 2008 y cuatro en 2009 Tolle ha declarado que In the Ruff de Diamond District en 2009 fue el álbum más exitoso del sello. MTV Hive llamó al álbum "Posiblemente el mejor álbum de hip-hop jamás lanzado en D.C." La cantante Georgia Anne Muldrow produjo y aparece con Dudley Perkins en un álbum para Mello Music Group titulado SomeOthaShip: Connect Game

### 2011-2012: Mayor producción
El sello lanzó nueve álbumes en 2010, y en 2011, el sello trabajó en varias docenas de proyectos. A diferencia de muchos sellos independientes, MMG a partir de 2011 ofreció cheques de pago regulares a sus artistas firmados en comparación con los adelantos, con Tolle afirmando que "tratamos de brindar estabilidad, cheques de pago regulares en lugar de adelantos parciales. Esto da un poco más de tranquilidad y significa que todos son libres de trabajar en la música... también se trata de hacer que las personas sientan que tienen toda una carrera para desarrollar, no solo un trimestre fiscal para mostrar resultados". La compañía continúa teniendo su sede en Tucson a partir de 2011. Oddisee a partir de 2011 trabajaba como subdirector de operaciones de la empresa, mientras que Tolle seguía desempeñándose como director de operaciones de la empresa.
Trophies es el álbum debut de colaboración de O.C. integrante del colectivo D.I.T.C. y el productor Apollo Brown. Fue lanzado el 1 de mayo de 2012 por Mello Music Group. El primer sencillo fue "Prove Me Wrong". Dice Game es un álbum de estudio colaborativo de Brown y el rapero Guilty Simpson. Fue lanzado en línea por Mello Music Group el 6 de noviembre de 2012 en formato digital, y las copias físicas estuvieron disponibles el 13 de noviembre de 2012. El disco fue producido y arreglado en su totalidad por Apollo Brown y presenta apariciones especiales de Torae y Planet Asia.

## Distribución
Desde el inicio del sello, fueron distribuidos por Fat Beats Records. En 2015, Mello Music Group cambió la distribución a The Orchard.

## Artistas
- Apollo Brown
- Gensu Dean
- Georgia Anne Muldrow
- Homeboy Sandman
- Joell Ortiz
- Kool Keith
- The Lasso
- L'Orange
- Namir Blade
- Oddisee
- Open Mike Eagle
- Quelle Chris
- Seba Kaapstad
- Skyzoo
- Solemn Brigham